# 仁丰里
仁丰里是中国江苏省扬州市的一条老街，位于广陵区中部东关街道，南北走向。仁丰里南起甘泉路，北至三元巷（今文昌中路），全长700多米。
仁丰里在明清时期属于扬州旧城，南北走向的街道两侧，东西向整齐排列着多条小巷，其西侧有曹李巷、旌忠巷、毓贤街等，东侧有旧城头巷、旧城二巷、旧城三巷、旧城四巷、旧城五巷、旧城六巷、旧城七巷以及南北向的兵马司巷等，状如鱼骨。
仁丰里街区拥有众多历史建筑，其中包括仁丰里东侧的仁丰里4号“双桂泉”浴室；旧城四巷十一号清末画家戴虎卿居所；旧城六巷精致的小型扬州园林怡庐；仁丰里南段西侧曹李巷陈仲云、陈六舟父子住宅；仁丰里中段西侧旌忠巷内纪念岳飞的旌忠寺；仁丰里中段西侧毓贤街的阮元家庙及宅第，门前2015年辟有阮元广场。近年开设收藏民间老物件的仁丰里民俗文化博物馆--印象仁丰里。
2015年，扬州市政府批准仁丰里历史文化街区保护规划，湾子街历史文化街区成为扬州城内的四个江苏省历史文化街区之一，其范围东到小秦淮河，西到迎春巷、史巷，南到甘泉路，北到旧城七巷。